# Синій Вир
Си́ній Вир (болг. Сини вир) — село в Шуменській області Болгарії. Входить до складу общини Каолиново.

## Населення
За даними перепису населення 2011 року у селі проживали 548 осіб.
Національний склад населення села:
| Національність   | Кількість осіб | Відсоток |
| ---------------- | -------------- | -------- |
| турки            | 346            | 65,9 %   |
| болгари          | 43             | 8,2 %    |
| цигани           | 22             | 4,2 %    |
| інша             | 0              | 0 %      |
| не визначились   | 114            | 21,7 %   |
| Всього відповіли | 525            |          |

Розподіл населення за віком у 2011 році:
Динаміка населення: